# Egon Keining
Egon Keining (* 23. November 1892 in Soest; † 6. April 1971 in Mainz) war ein deutscher Dermatologe und Hochschullehrer.

## Leben
Keining studierte Humanmedizin in Marburg und Bonn bis zur Promotion 1921. Die Ausbildung zum Hautarzt erfolgte unter Alfred Ruete in Marburg, dann wechselte Keining nach Berlin zu Georg Arndt und 1927 an die Universitäts-Hautklinik Hamburg zu Paul Mulzer, wo er sich 1929 über das „atypische Myxödem der Haut“ habilitierte. Dort wurde er 1933 als Oberarzt zum außerordentlichen Professor ernannt. Zum 1. Mai 1933 trat er in die NSDAP ein (Mitgliedsnummer 3.030.196) und unterzeichnete im November 1933 das Bekenntnis der deutschen Professoren zu Adolf Hitler. Weiter gehörte er zum NS-Ärztebund und dem NS-Dozentenbund. 1934 wurde Keining zum Mitherausgeber der Dermatologischen Wochenschrift. 1939 führte er Forschungen an Giftgaswirkungen auf der Haut durch. 1940 lehrte er vertretungsweise an der Universität Rostock über ein Jahr und kehrte dann nach Hamburg zurück. 1944 wurde er, als Nachfolger für den im Krieg gefallenen Wilhelm Richter, auf den dermatologischen Lehrstuhl der Universität Greifswald berufen, wo er bis 1946 blieb. Beim Bevollmächtigten für das Gesundheitswesen Karl Brandt war Keining ab 1944 noch Angehöriger des wissenschaftlichen Beirates.
Nach dem Ende des Zweiten Weltkrieges folgte er 1946 dem Ruf auf den neubegründeten Lehrstuhl für Dermatologie an der Universität Mainz, wo er 1961 emeritiert wurde. In Rheinland-Pfalz war er Mitglied des Landesgesundheitsrates.
Seine Forschungsgebiete waren das Keining-Zeichen (Effloreszenz bei Dermatomyositis mit gelblich-hyperkeratotischem Nagelfalz) und die Reizkörpertherapie.

## Schriften
- (mit Otto Braun-Falco): Dermatologie und Venerologie. Ein Lehrbuch für Studierende und Ärzte, München 1961 u.ö.